# Nicolás Covatti
Nicolás „Nico” Covatti, wł. Nicolas Covatti (ur. 19 czerwca 1988 w Coronel Pringles) – argentyński i włoski żużlowiec.

## Życiorys
Jedenastokrotny medalista indywidualnych mistrzostw Włoch: siedmiokrotnie złoty (2013, 2015, 2016, 2017, 2019, 2020, 2021), trzykrotnie srebrny (2011, 2012, 2018) oraz brązowy (2022). Złoty medalista mistrzostw Włoch par klubowych (2012). Trzykrotny medalista drużynowych mistrzostw Włoch: dwukrotnie złoty (2011, 2012) oraz srebrny (2010). Trzykrotny medalista indywidualnych mistrzostw Argentyny: trzykrotnie złoty (2008, 2013, 2014) oraz brązowy (2011). 
Reprezentant Włoch w eliminacjach drużynowego pucharu świata (2011, 2012, 2013). Uczestnik Grand Prix Challenge indywidualnych mistrzostw Europy (Stralsund 2012 – XII miejsce). Uczestnik Grand Prix Włoch – jako zawodnik z "dziką kartą" (Terenzano 2012 – XXIV miejsce; w klasyfikacji końcowej Grand Prix IMŚ 2012 – XXVII miejsce). Dwukrotny medalista mistrzostw Europy par: złoty (Ryga 2016) oraz brązowy (Brovst 2018).
W sezonie 2012 startował w II lidze polskiej, w barwach klubu KSM Krosno.